# Tårnelvmoen
Tårnelvmoen est une localité du comté de Troms, en Norvège.

## Géographie
Administrativement, Tårnelvmoen fait partie de la kommune de Lenvik.